# Лёрке, Оскар
Оскар Лёрке (нем. Oscar Loerke; 13 марта 1884, Юнген, Западная Пруссия (ныне Свеце, Польша) — 24 февраля 1941, Берлин, нацистская Германия) — один из крупнейших немецкоязычных поэтов XX века, прозаик, литературный критик. Член прусской Академии искусств (с 1926), постоянный секретарь секции литературы Академии (с 1928).

## Биография
Родился в многодетной крестьянской семье. В 1903 г. окончил гимназию в Грудзёндзе, позже до 1907 г. изучал философию, германистику, историю и музыку в Берлинский университете.
С 1914 года О. Лёрке постоянно жил в Берлине; с 1917 вплоть до конца жизни работал в издательстве Фишера. После прихода к власти в Германии нацистов в 1933 году уволен с поста секретаря Прусской академии художеств в связи с отказом поддержать нацистский режим.
Умер от сердечного приступа.

## Творчество
Представитель экспрессионизма и магического реализма в литературе.
В 1907—1910 г. опубликовал рассказы «Винета» («Viñeta», 1907), «Франц Пфинц» («Franz Pfinz», 1909) и роман «Строительство башни» («Turmbau», 1910). Вскоре после выхода первого поэтического сборника «Странствие» («Wanderschaft», 1911), отразившего, в частности, впечатления от путешествия по Германии и Франции, О. Лёрке получил престижную литературную премию Клейста (1913) и отправился в поездку — по Алжиру и Италии, откуда возвратился с новыми стихами, составившими два сборника под названием «Стихотворения» («Gedichte», 1915, и «Gedichte», 1916; второй из них он впоследствии включил в свою лучшую, по общему мнению, книгу стихов «Музыка Пана», «Pansmusik», 1929).
Ранняя лирика О. Лёрке тематически разделяется на городскую и пейзажную, композиционно — на полярные циклы внутри каждого отдельного тома стихов («Таинственный город», «Die heimliche Stadt» и «Небо над дорогой», «Флигель» и «Фрагменты восхождения на гору»). Постепенно антагонизм города и природы снимается, в 1926 О. Лёрке признал решающим для себя опыт их интеграции. Не противостояние, а «мягкое перетекание одного в другое» (в чём явно сказывается увлечение поэта философией дао) характеризует его восприятие действительности, «все его переживания двулики» (В. О. Штомпс).
О. Лёрке называл себя «революционером с зеркалом» — он установил между «я» и космосом, внутренним и внешним, мечтой и действительностью зеркальные отношения, провоцируя «хрупкие столкновения» (М.Хайман): «Мы парим посреди мира / Под зеркальной бесконечностью / Над морем звезд»; опорные пункты поэтики его — музыка (игра звуками, изощренная мелодика, ассонансы), магия слов и взаимных превращений.
Язык О. Лёрке свободен от аномалий и деформаций, свойственных экспрессионизму, отсутствие «языкового эксгибиционизма» (В.Мушг) с лихвой компенсируется сгущенностью и «щегольством» языка. Некоторые авторы признают причастность О. Лёрке к экспрессионизму с большими оговорками или вовсе отрицают её, относя его к запоздалым романтикам или импрессионистам. Ему чужды экспрессионистская ирония и гротеск, но мотивы его лирики, метафорика, урезанный синтаксис — характерно экспрессионистские.
В последующие годы поэт время от времени обращался к прозаическим жанрам, но главным «неизбежным для себя занятием» считал поэзию.
Последние двадцать лет жизни (1921—1941) он посвятил исключительно поэзии, отвлекаясь периодически на литературную и музыкальную критику, в которой многие исследователи склонны видеть его истинное призвание.
Внёс значительный нравственно-эстетический вклад не только в немецкоязычную, но и в мировую литературу. Обращаясь к древним культурным традициям, в частности, к магии как системе восприятия мира, О. Лёрке разработал свой особенный образ мира и свой художественный язык, который может рассматриваться как диалог художника с эпохой, что продолжает оставаться актуальным и в наши дни.